# 806

## أحداث
- نوفمبر - الحكم بن هشام يعيد سيطرته على مدينة طليطلة، وكانت مستقلة منذ 797م. وليقوم بذلك رتب الحكم مع -واليه على طليطلة- وليمة لوجهاء طليطلة الذين كانوا ينزعون للثورة على حكمه، ثم دبرا مذبحة أودت بحياة المئات منهم.
- الحروب الإسلامية البيزنطية: الخليفة هارون الرشيد قاد حملة عسكرية، جمع فيها رجال من سوريا وفلسطين وبلاد فارس ومصر. بلغ جيشه (135,000 رجل) خرجوا من الرقة، مقر إقامة هارون، ويدخل كبادوكيا من خلال بوابات سليسن. مدمرا عدد من الحصون والمدن البيزنطية. واستولي علي هرقلية بعد حصار دام شهر (أغسطس / سبتمبر). ونهبت المدينة ودمرت، وتم أسر سكانها وترحيلهم إلى الخلافة العباسية.
- قام هارون الرشيد بتعين «أشوت مساكر» (مساكر تعني آكل اللحم) أميراً جديداً لرئاسة إمارة أرمينيا. وظهرت سلالته (باغراتيوني) وكأنها واحدة من اثنين من العائلات النبيلة الأقوى في البلاد، هارون اعترف بالفرع الآخر لسلالة باغراتيوني، تحت أشوت الأول كوروبالاتيس، كأمير ايبيريا القوقازية.
- رافع بن الليث ثائر عربي، قاد تمردا على نطاق واسع ضد الضرائب الظالمة التي كتبها الحاكم العباسي علي بن عيسى بن ماهان. وأطلق ثورة في سمرقند، التي انتشرت بسرعة عبر خراسان.

## وفيات
- عبد الرحمان بن رستم مؤسس الدولة الرستمية.
- محمد الفزاري فيلسوف وعالم فلكي ورياضي (أو في 796 م).
- يحيى بن خالد وزير فارسي من بغداد